# Brewarinna-Fischfallen

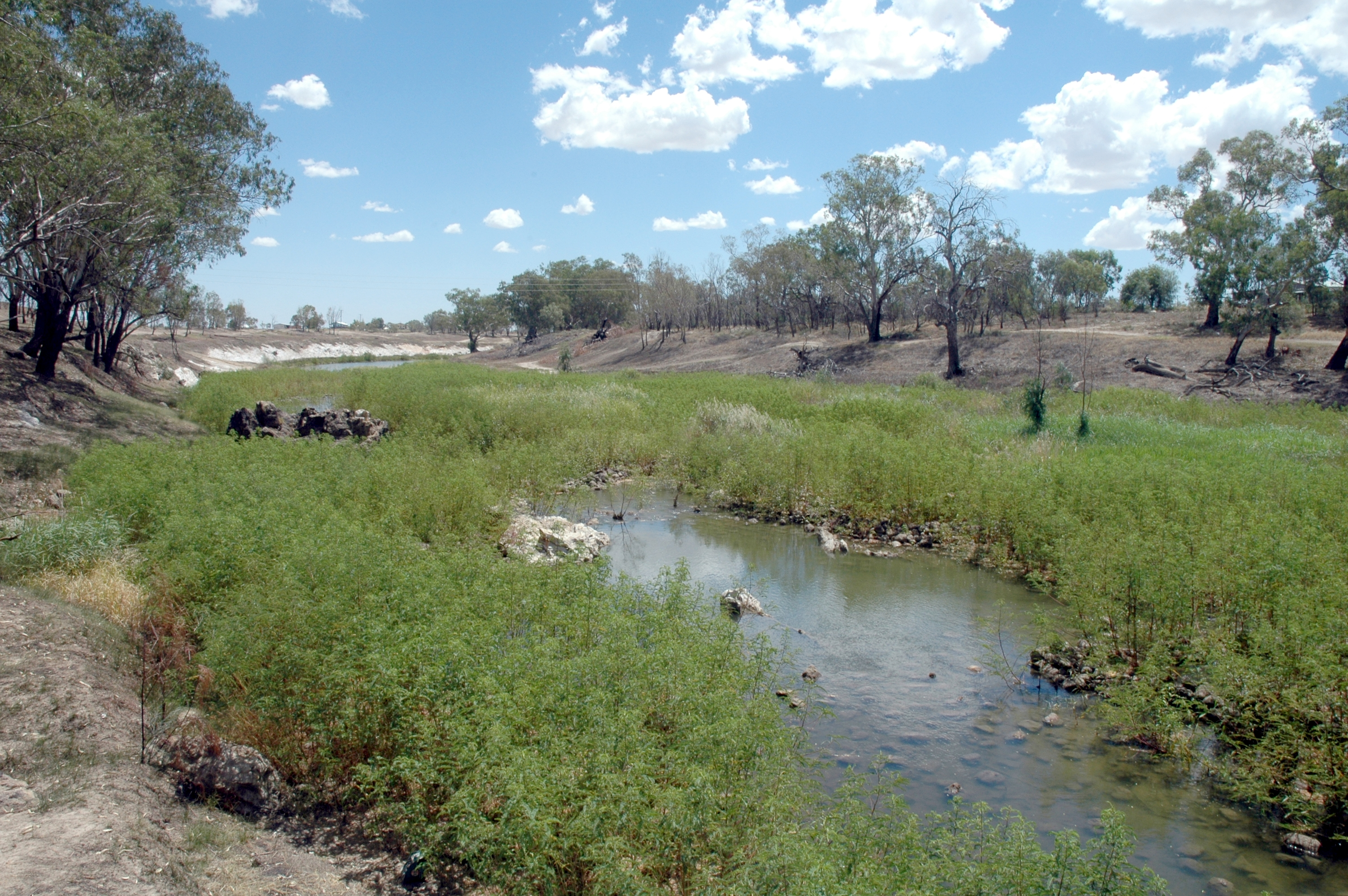
Brewarrina-Fischfallen von Schilf bewachsen

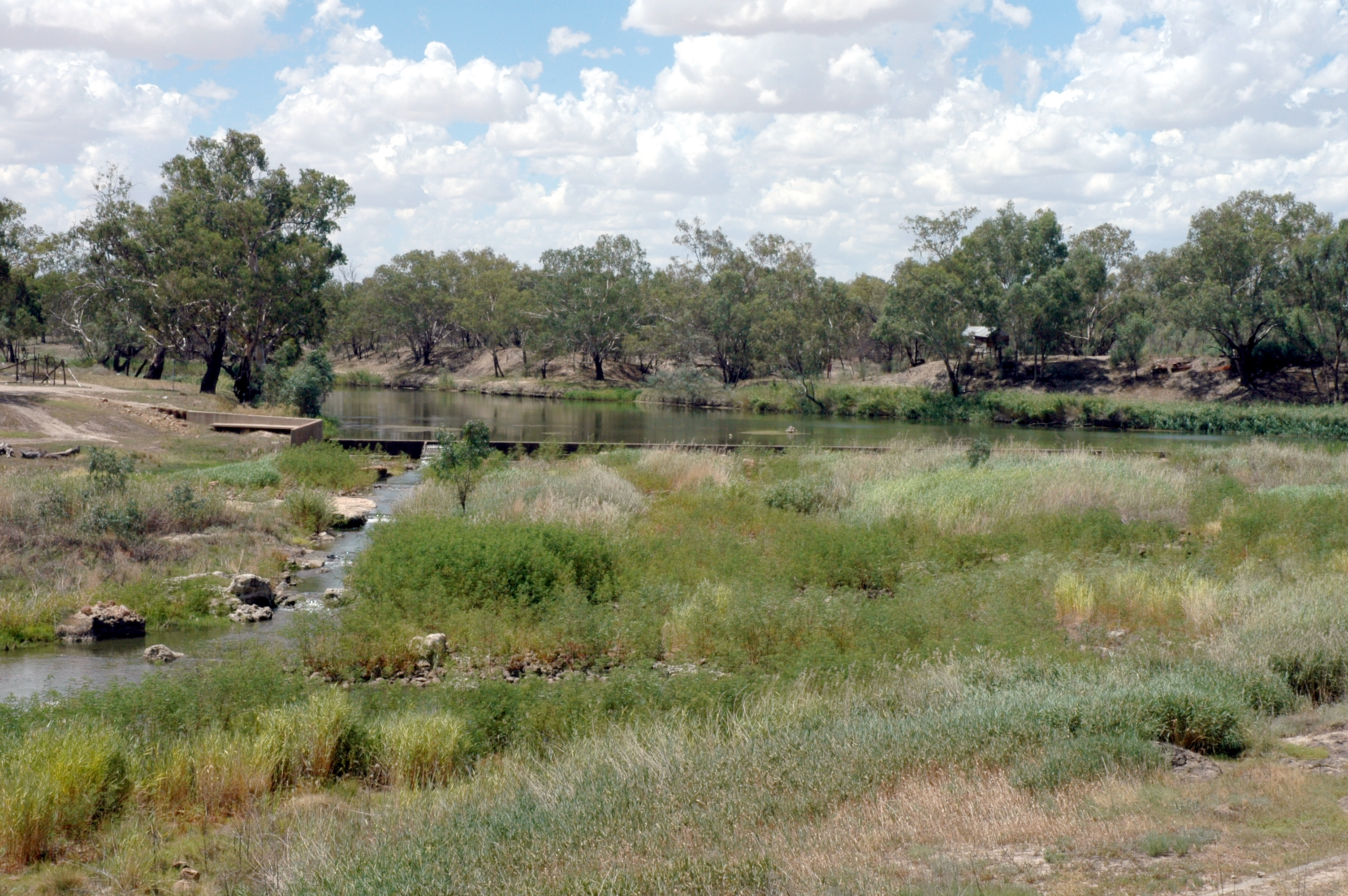
Brewarrina-Fischfallen links im Vordergrund, oberhalb befindet sich eine Betonmauer

Die Brewarrina-Fischfallen (englisch: Brewarrina Aboriginal Fish Traps, auch: Baiames Ngunnhu) befinden sich in der Stadt Brewarrina am Barwon River im Norden des australischen Bundesstaates New South Wales, etwa 800 km nordwestlich von Sydney. Es handelt sich um die größte bekannte Anlage von Fischfallen der Aborigines in Australien. 
Die Fischfallen sollen 40.000 Jahre alt sein, sind etwa 500 m lang und befanden sich auf dem Gebiet der Aborigines der Ngunnhu. Sie bestanden aus zahlreichen kleinen einzelnen Steinkreisen, die durch steinerne Wehre abgeteilt werden konnten. Dorthin wurden die Fische geleitet, damit sie gefangen werden konnten. Das Design, die Komplexität und Größe der Anlage sind einmalig in Australien und sie sind ein nationales Denkmal. 
Vor der europäischen Besiedlung nutzten die Aborigines den Fluss zum Fischen. Steine wurden von den Siedlern aus dem Fluss entfernt, um Fahrten von Raddampfern zu ermöglichen und in den 1920er Jahren wurden Felsen entnommen, um sie für Hausfundamente und Straßen zu verwenden. Die Dampfschiffe konnten in der Trockenzeit nicht fahren. 
Die Ngunnhu hatten mit anderen Aborigines-Stämmen und Clans starke soziale, kulturelle und spirituelle Beziehungen und sie erlaubten auch anderen Stämmen das Fischefangen nach bestimmten Regeln, Zeiten und Abschnitten. Sie waren verbunden mit den Aborigines der Kamilaroi, Marowari, Paarkinji, Weilwan, Barbinja und Ualaria. Die benachbarten Stämme wurden von Ngunnhu zu Cooroborees, Zeremonien, Initiationen, Handel und Tausch eingeladen. 
Die Ngunnhu rechnen die Möglichkeit des Fischefangens dem mythischen Baiame zu, einem Schöpfungswesen der Traumzeit, das die Landschaft, Seen, Flüsse und die Wesen schuf.
Die Anlage ist teilweise stark von Schilf zugewachsen. Die Fischtreppe wurde am 3. Juni 2005 in die Australian National Heritage List eingetragen, da sie von besonderer historischer Bedeutung für das soziale und kulturelle Zusammenleben innerhalb der Aborigines-Stämme war.